# ビトウィーン・ザ・シーツ
ビトウィーン・ザ・シーツ（英: Between the Sheets）は、コニャック（ブランデー）、ラム酒、トリプルセックを使用したカクテル。

## 概要
「Between the Sheets」は「ベッドに入って」といった意味合いである。
アルコール度数は高めであるが、口当たりスッキリとしており、ほどよい酸味と甘みがある。
混合比は異なるものの、「サイドカー (カクテル)にホワイトラムを加えたカクテル」もしくは「X-Y-Zにコニャックを加えたカクテル」と表現できる。

## レシピの例
国際バーテンダー協会のレシピを以下に記す。
材料
- コニャック - 30ml
- ホワイト・ラム - 30ml
- トリプルセック - 30ml
- レモンジュース - 20ml

作り方
1. 材料をシェイクする。
2. カクテル・グラスに注ぐ。

コニャック、またはホワイト・ラムをドライ・ジンと置き換えたレシピもある（ドライ・ジン+ホワイト・ラム+トリプルセック+レモンジュース、ブランデー+ドライ・ジン+トリプルセック+レモンジュース）。

## メディアでの取り扱い
- 『ダイイング・アイ』 - 2019年に放送された東野圭吾原作のテレビドラマ。主人公の慎介が瑠璃子にこのカクテルを作った後に深い関係になるという展開がある[7]。